# Brandon Lee
Brandon Bruce Lee (Oakland (Californië), 1 februari 1965 – Wilmington (North Carolina), 31 maart 1993) (jiaxiang: Guangdong, Shunde) was een Amerikaans acteur op het gebied van vechtsport. Hij was een zoon van de legendarische vechtsportacteur Bruce Lee en diens vrouw Linda C. Emery en was de oudere broer van Shannon Lee. Lee overleed op 28-jarige leeftijd bij een schietincident.
Zodra hij kon lopen begon zijn vader hem te onderwijzen in oosterse vechtkunsten. Hij was slechts 8 jaar oud toen zijn vader overleed.

Lee begon zijn professionele acteercarrière op 20-jarige leeftijd in 1986 in de CBS-televisiefilm Kung Fu: The Movie, waarin hij de lang verloren en wraakzuchtige zoon van de door David Carradine gespeelde Caine speelt. Hierna acteerde hij in diverse films uit Hongkong en Hollywood.
Hij weigerde te spelen in de film Dragon: The Bruce Lee Story (1993) over het leven van zijn vader.

## Overlijden
In 1993 begon de productie van The Crow waarin Brandon Lee de hoofdrol speelde. Op 31 maart liep hij tijdens het filmen een schotwond op. De revolver was geladen met losse flodders, maar er zaten scherven in de loop, achtergebleven na het afvuren van een zelfgemaakte dummy-patroon. Acteur Michael Massee schoot van minder dan zes meter op Lee, niet wetend dat er residu in de loop zat. Lee werd in zijn buik getroffen. Hij werd naar het New Hanover Regional Medical Center gebracht waar hij een uur later overleed.
Het schietincident is uiteindelijk als een ongeluk afgedaan. Veel van zijn fans denken echter aan opzet. Zowel de dood van Brandon Lee als van zijn vader Bruce Lee zijn omstreden. Beiden zijn naast elkaar begraven op Lakeview Cemetery te Seattle.

## Filmografie

### Televisie
- Bibsys: 98041179
- Biblioteca Nacional de España: XX1104717
- Bibliothèque nationale de France: cb14013423d (data)
- Gemeinsame Normdatei: 104419975X
- International Standard Name Identifier: 0000 0000 8388 960X
- Library of Congress Control Number: n92078449
- Nationale Bibliotheek van Tsjechië: xx0164834
- Nationale Bibliotheek van Israël: 987007460073505171
- Nationale Bibliotheek van Polen: a0000001675901
- Nederlandse Thesaurus van Auteursnamen: 147231329
- SNAC: w6kd2tj3
- Virtual International Authority File: 64203719
- WorldCat: E39PBJqBtdFxxFrKqwdBvxTJXd